# Verkeerspost (België)
Een verkeerspost is een locatie van de Belgische  WPR, dat is de Wegpolitie - Police de la Route, een eenheid binnen de Federale Politie die uitsluitend patrouilleert op autosnelwegen en andere rijkswegen. De WPR is ook bekend onder de vroegere naam PVE, wat staat voor Provinciale VerkeersEenheid.

## Indeling
De WPR is opgedeeld in 26 verkeersposten, verdeeld over negen commando's, naar het grondgebied van de vroegere negen Belgische provincies. Aan het hoofd staat HCP Ricour. De verdeling van de verkeersposten over de provinciale commando's WPR is als volgt:
- WPR Antwerpen

Verkeerspost Antwerpen
Verkeerspost Brecht
Verkeerspost Grobbendonk
Verkeerspost Turnhout
- WPR Brabant (de oude provincie Brabant; nu Waals-Brabant, Vlaams-Brabant en het Brussels Gewest)

Verkeerspost Anderlecht
Verkeerspost Bertem
Verkeerspost Oudergem
Verkeerspost Reyers (te Machelen)
- WPR Limburg

Verkeerspost Hasselt
Verkeerspost Houthalen
- WPR Oost-Vlaanderen

Verkeerspost Aalter
Verkeerspost Gentbrugge
Verkeerspost Wetteren
Verkeerspost Zelzate
- WPR West-Vlaanderen

Verkeerspost Jabbeke
Verkeerspost Kortrijk
- WPR Henegouwen

Verkeerspost Charleroi
Verkeerspost Bergen
Verkeerspost Péruwelz
- WPR Luik

Verkeerspost Awans
Verkeerspost Battice
Verkeerspost Malmedy
- WPR Luxemburg

Verkeerspost Aarlen
Verkeerspost Massul
- WPR Namen

Verkeerspost Achêne
Verkeerspost Daussoulx